# Maître de Pratovecchio
Le Maître de Pratovecchio est un peintre florentin du Quattrocento, actif entre 1440-1460. Il n'est pas encore définitivement identifié.

## Biographie
Les œuvres révèlent une parenté de style avec celles de Giovanni di Francesco. Les figures dans les peintures du Maître de Pratovecchio ont des gestes souvent tendus, voir crispés, avec des drapés complexes révélant une certaine nervosité. En 1952, le critique d'art italien Roberto Longhi (1890-1970) a parlé de la personnalité de ce peintre dans une notice sur le démembrement d'un triptyque réalisé par cet artiste qu'il a nommé Maître de Pratovecchio et a publié la photographie de sa Vierge à l'Enfant.
Il travaille dans l'environnement de Domenico Veneziano — dont il capte les leçons sur la luminosité — et poursuit ses recherches picturales dans les mêmes direction qu'Andrea del Castagno, annonçant l'art des Pollaiolo. Avec Fra Angelico (1400-1455), Paolo Uccello (1397-1475), Francesco di Stefano Pesellino (1422-1457) et Giovanni di Francesco (1412-1459), il changea la vision de la peinture florentine qui vers 1460 devient plus claire, plus évaporée par le traitement de la lumière, modifiant le rendu des couleurs en jouant sur les tonalités hors des traditions, accentuant les plis profonds des vêtements par les effets d'ombre et de lumière.
En 1974, Burton Fredericksen propose d'identifier le maitre à Giovanni di Francesco, cependant cette idée a depuis été rejetée par la plupart des spécialistes de la peinture italienne de cette époque. Anna Padoa Rizzo a suggéré que le Maître du Pratovecchio pourrait être associé de façon plus appropriée à Jacopo di Antonio. Bien que soutenue par de nombreux spécialistes, d'autres proposent un rapprochement avec Francesco di Stefano Pesellino.

## Œuvres
- L'Assomption, partie centrale du triptyque, église du monastère San Giovanni Evangelista de Pratovecchio dit des Religieuses Camaldules[5].
- Mort de la Vierge, prédelle, Boston, Gardner Museum.
- Retable du Pratovecchio, vers 1450, triptyque aujourd'hui démembré, pinacle droit : saint Jean l'Évangéliste, peinture sur bois, Londres, National Gallery.
- Vierge à L'Enfant en majesté avec deux anges, assise sur un trône, avec sainte Brigitte de Suède et saint Michel archange, vers 1450, tempera sur bois, triptyque, 200,7 × 215,9 cm, Newark, Collection Alana[6],[7].
- Vierge et saints, triptyque, Los Angeles, J. Paul Getty Museum.
- Madone, Cambridge, Fogg Art Museum.
- Vierge à l'Enfant avec six anges, New York, Morgan Library and Museum.
- Les Trois Archanges, vers 1450, Berlin, Gemäldegalerie.
- Vierge à l'Enfant, vers 1445, Milan, Pinacothèque de Brera.
- La Vierge et l'Enfant entre saint Pierre et saint Antoine abbé, et six anges et saint Jean-Baptiste dans le désert, attribution, Chantilly, musée Condé.

Œuvres attribuées au Maître de Pratovecchio
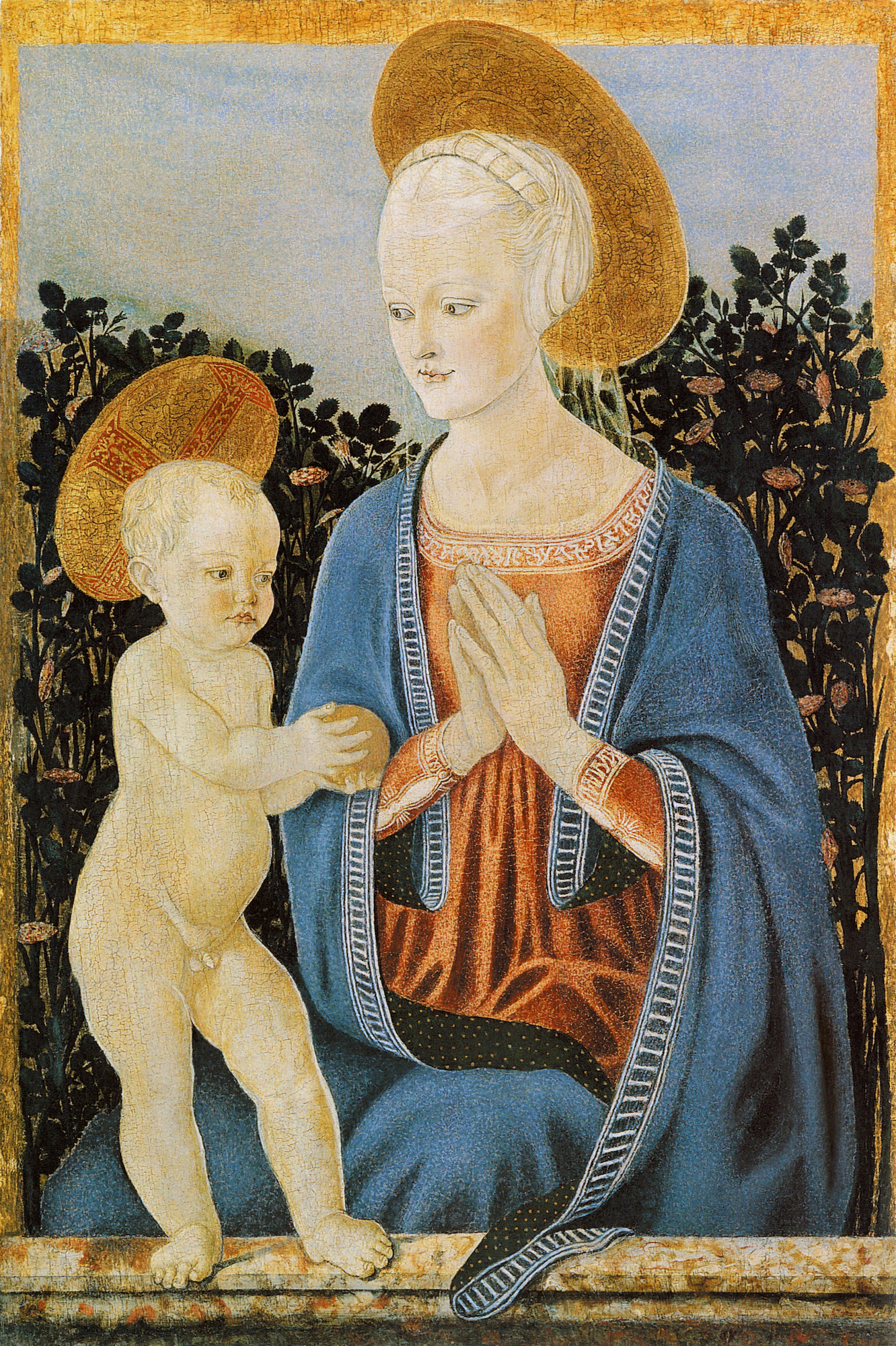
Vierge à l'Enfant au buisson de roses, Cracovie, château du Wawel.
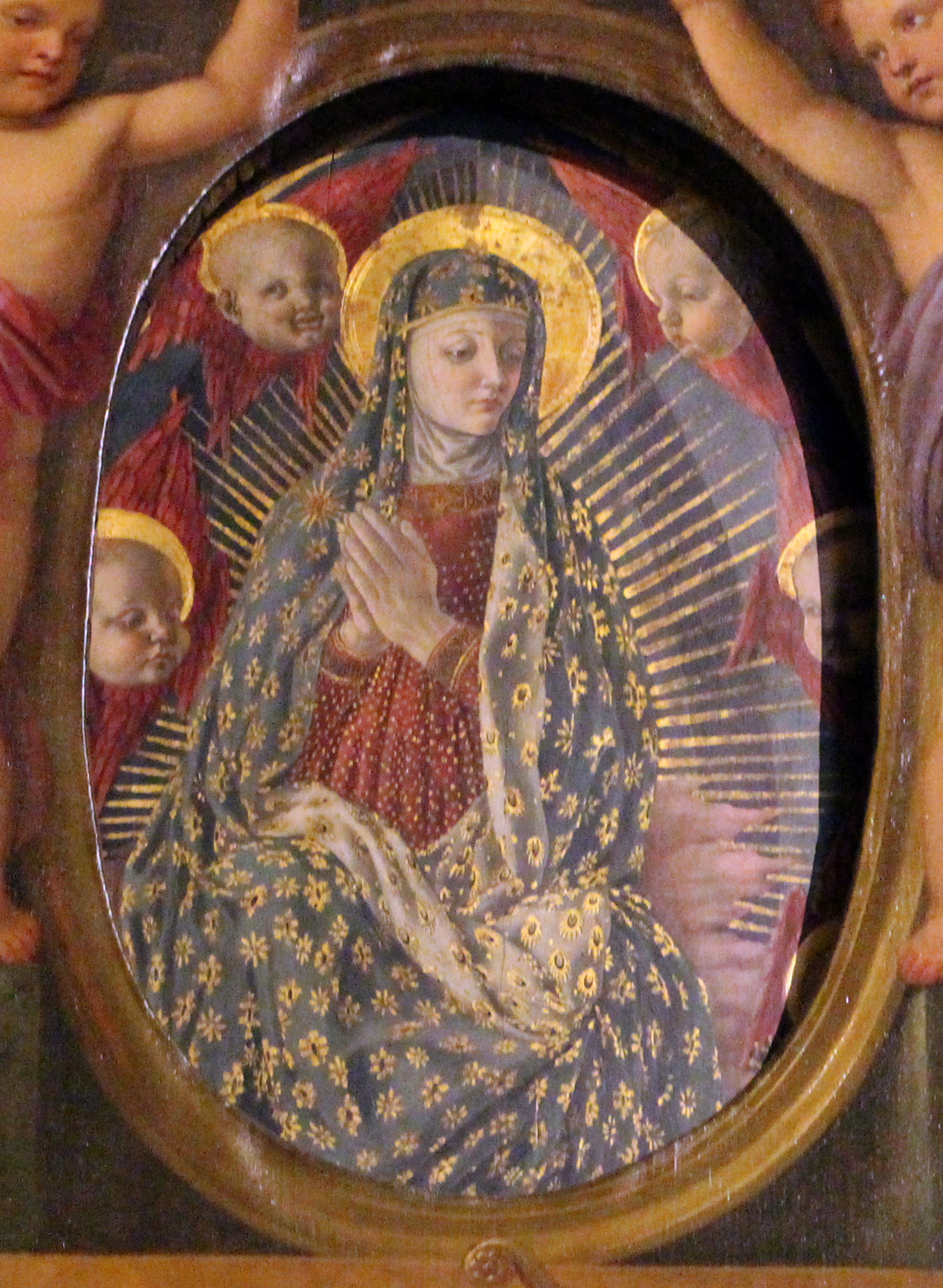
L'Assomption (vers 1450), Pratovecchio, monastère de Saint-Jean l'évangéliste.
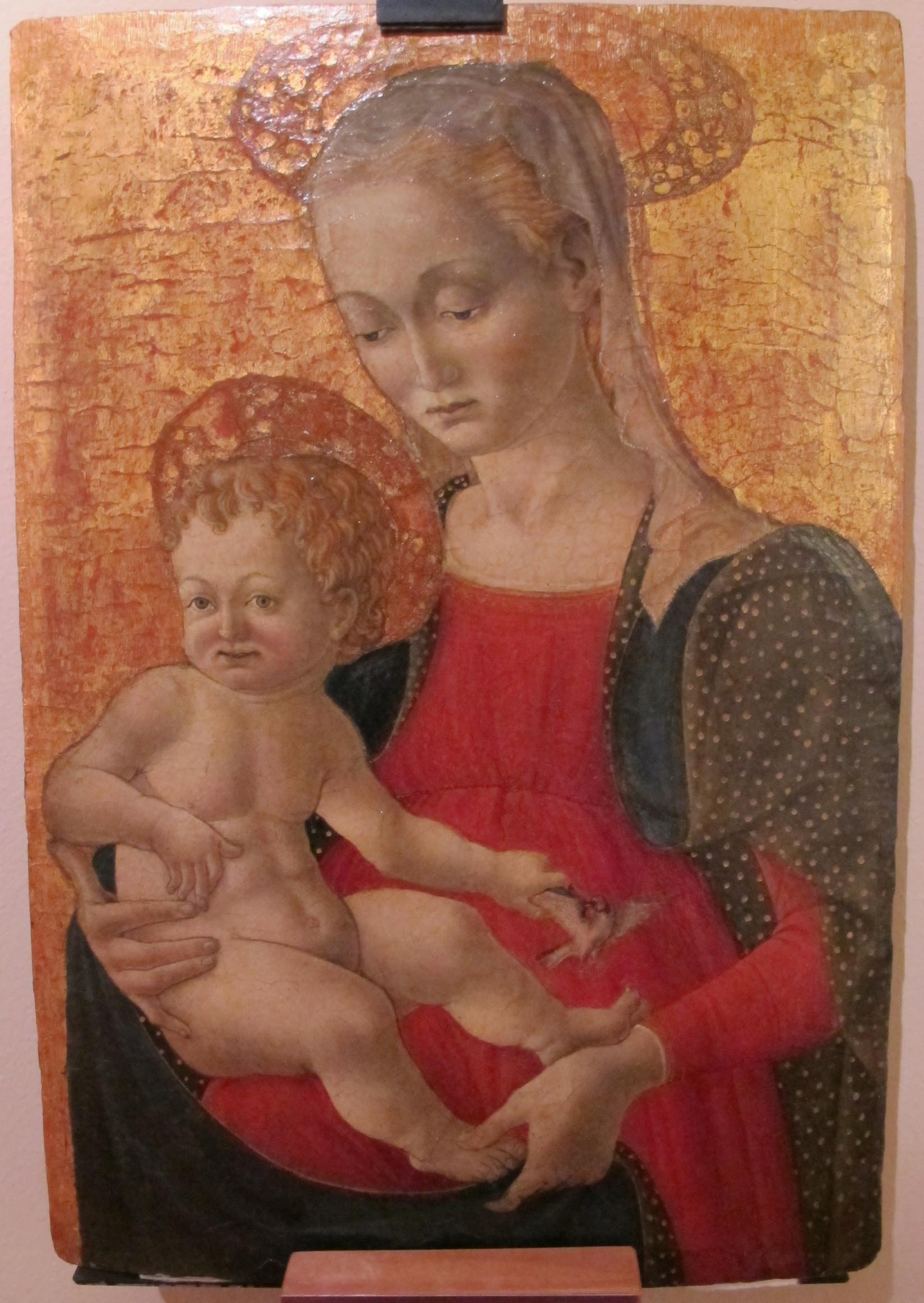
Vierge à l'Enfant (vers 1440-1460), Prato, musée civique.
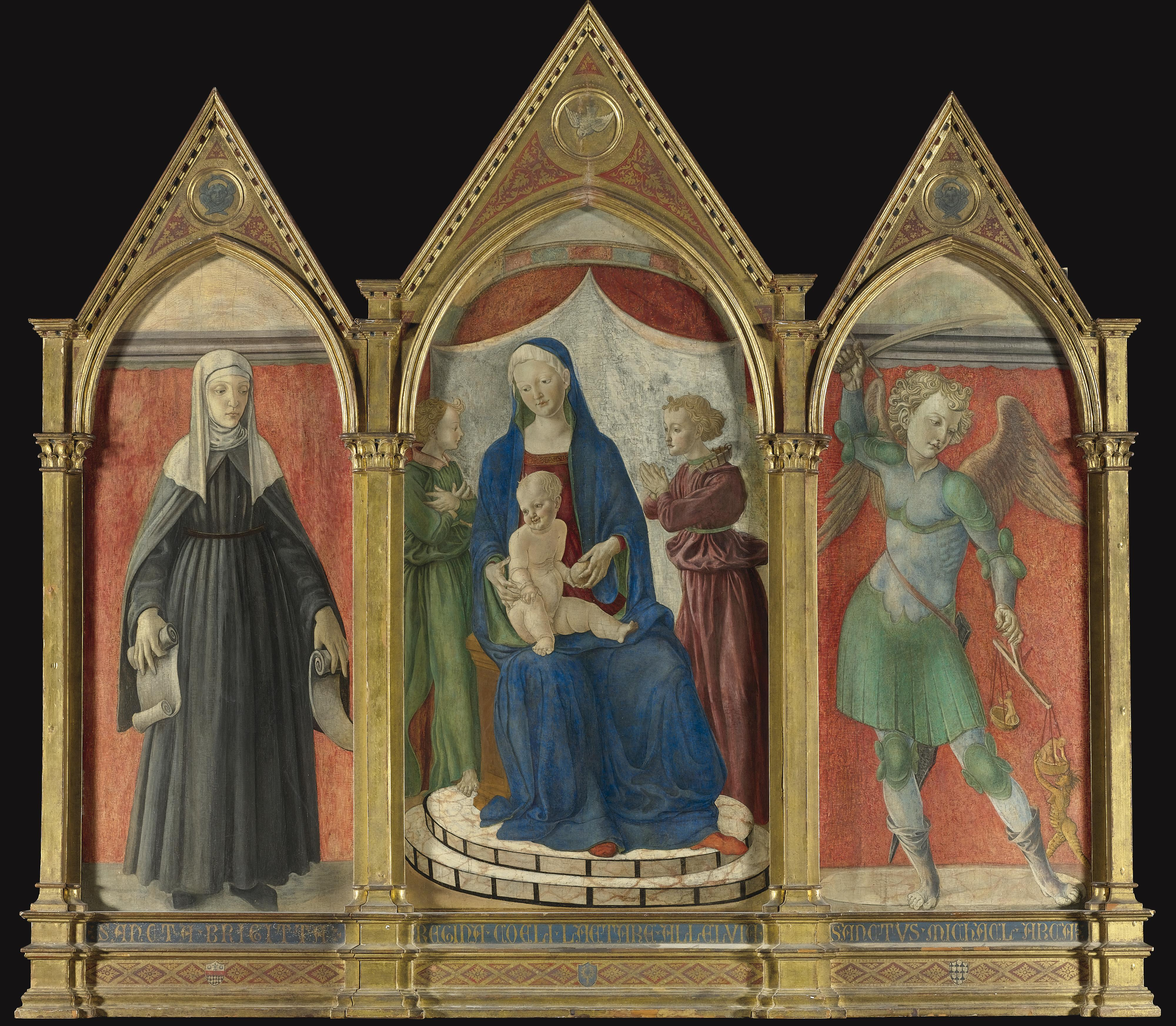
Vierge à L'Enfant en majesté avec deux anges, assise sur un trône, avec sainte Brigitte de Suède et saint Michel archange (vers 1450), Newark, Collection Alana.
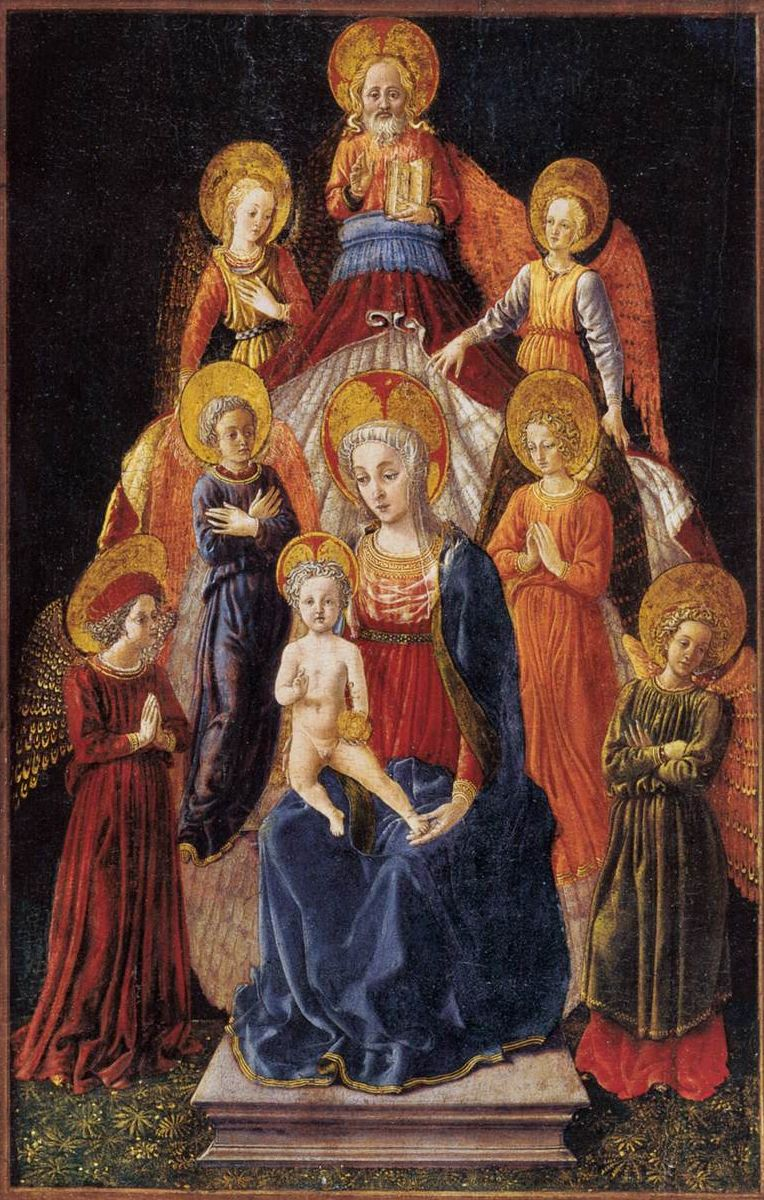
Vierge à l'Enfant avec six anges, New York, Morgan Library and Museum.
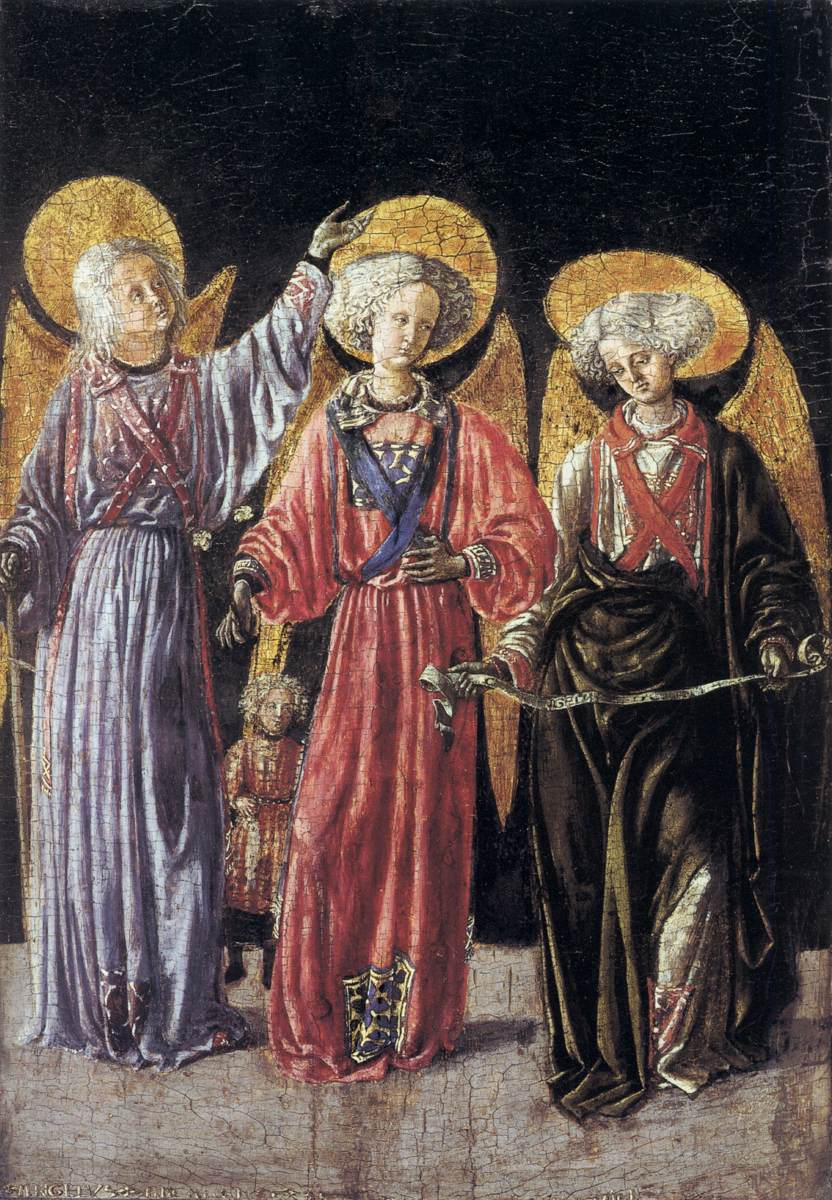
Les Trois Archanges (vers 1450), Berlin, Gemäldegalerie.